# Mala detelja
Mala detelja (znanstveno ime Trifolium dubium) je zelnata trajnica iz družine metuljnic. 

## Opis
Mala detelja ima razraslo steblo, ki lahko doseže dolžino do 40 cm, a se ni sposobno držati pokonci. Iz glavnega stebla poganjajo v zrak do 20 cm dolgi poganjki, na vrhu katerih se razvijejo rumeni cvetovi, združeni v jajčasta do okrogla socvetja, sestavljena iz od 5 do 15 posamičnih cvetov. Listi so sestavljeni iz treh narobe jajčastih in na vrhu nazobčanih lističev.
Razširjena je po suhih travnikih in nerodovitnih pobočjih Evrope, vse do Kavkaza, kjer cveti od maja do oktobra.
Mala detelja je nacionalni simbol Irske in se je najverjetneje razvila iz detelj vrste Trifolium campestre in T. micranthum.